# Anglican Consultative Council
Das Anglican Consultative Council  (ACC) ist eins der vier „Instrumente der Einheit“ der Anglikanischen Gemeinschaft und das einzige dieser Instrumente, in dem neben Bischöfen auch die anderen „geistlichen Ordnungen“ (sowohl Klerus als auch Laien) vertreten sind.  Es entstand durch einen Beschluss der Lambeth-Konferenz 1968. Es tritt alle zwei bis drei Jahre an verschiedenen Orten rund um die Welt zusammen. Das Anglican Consultative Council verfügt über eine dauerhafte Geschäftsstelle in Form des Anglican Communion Office, das sich in Saint Andrew’s House in London befindet. Diesem Büro obliegt es, die Zusammenkünfte aller Instrumente der Einheit einzuberufen. Der Erzbischof von Canterbury ist qua Amt Vorsitzender des Council.

## Mitglieder
Mitglieder des Rats sind neben dem Erzbischof von Canterbury eine gewisse Zahl von Vertretern aus den einzelnen anglikanischen Provinzen, der Größe der Provinzen entsprechend. Die größten Provinzen sind berechtigt, drei Vertreter zu benennen, jeweils einen Bischof, einen Priester und einen Laien. Mittlere Provinzen entsenden zwei Personen: einen Laien und einen Ordinierten (Bischof oder Priester). Die kleinsten Provinzen dürfen nur einen Vertreter benennen, der vorzugsweise aus dem Laienstand kommen sollte.
Darüber hinaus steht es dem Council zu, sechs weitere Mitglieder zu wählen: davon müssen zwei Frauen sein, und zwei, die das 28. Lebensjahr noch nicht vollendet haben.  Im Fall, dass der Vorsitzende oder sein Stellvertreter zu einer Amtszeit gewählt wird, welche die Dauer seiner Ernennung zum Council selbst übersteigt, wird seine Mitgliedschaft im Council bis zum Ablauf seiner Amtszeit verlängert, und die Provinz, die ihn ernannt hat, darf ein zusätzliches Mitglied ernennen.
Für die Zwecke der Feststellung der Delegationsgröße im ACC werden als große Provinzen eingestuft:
- Anglican Church of Australia
- Anglikanische Kirche von Kanada
- Church of England
- Church of Nigeria
- Church of the Province of Rwanda
- Anglican Church of Southern Africa
- Church of South India
- Anglikanische Kirche von Tansania
- Kirchenprovinz Uganda
- Episkopalkirche der Vereinigten Staaten von Amerika

Mittlere Provinzen sind:
- Anglican Church in Aotearoa, New Zealand and Polynesia
- Church of the Province of Central Africa
- Province de L’Eglise Anglicane Du Congo
- Church of Ireland
- Anglican Church of Kenya
- Church of North India
- Church of Pakistan
- Province of the Episcopal Church of South Sudan
- Church in Wales
- Kirchenprovinz der Westindischen Inseln

Zu den kleinsten Provinzen zählen:
- Church of Bangladesh
- Igreja Episcopal Anglicana do Brasil
- Church of the Province of Burundi
- Anglikanische Kirche von Zentralamerika
- Church of Ceylon
- Hong Kong Sheng Kung Hui
- Church of the Province of the Indian Ocean
- Nippon Sei Ko Kai
- Episkopalkirche von Jerusalem und dem Nahen Osten
- Anglikanische Kirche von Korea
- Church of the Province of Melanesia
- Anglikanische Kirche von Mexiko
- Church of the Province of Myanmar
- Anglican Church of Papua New Guinea
- Episkopalkirche der Philippinen
- Iglesia Anglicana del Cono Sur de América
- Scottish Episcopal Church
- Church of the Province of South East Asia
- Province of the Episcopal Church of Sudan
- Church of the Province of West Africa

## Funktionen
Der Beschluss des Lambeth-Konferenz aus 1968, durch den das Council entstand, schreibt dem Council folgende Funktionen zu:
1. Informationen über Entwicklungen in einer oder mehreren Provinzen mit anderen Teilen der Gemeinschaft mitzuteilen, und bei Bedarf als ein Instrument gemeinsamen Handelns zu dienen.
2. Über inter-anglikanische Provinz- und Diözesanbeziehungen zu beraten, darunter auch bei Fragen der Aufteilung von Provinzen, die Bildung neuer Provinzen und regionaler Gremien, sowie die Problematik der extraprovinzialen Bistümer.
3. So weit wie möglich, anglikanische Vereinbarungen zur Weltmission der Kirche zu entwickeln und die nationalen und regionalen Kirchen aufzufordern, sich an der Entwicklung und Implementierung solcher Strategien zu beteiligen, indem sie ihre Ressourcen von Menschen, Geld und Erfahrung zum größtmöglichen Vorteil aller einsetzen.
4. Die nationalen und regionalen Kirchen ständig an die Bedeutung der vollstmöglichen Zusammenarbeit mit anderen christlichen Kirchen zu erinnern.
5. Anglikanische Teilnahme an der ökumenischen Bewegung und in ökumenischen Organisationen zu fördern und führen; mit dem Ökumenischen Rat der Kirchen und den weltweiten Vertretungen der Konfessionen als Vertretung der Anglikanischen Gemeinschaft zusammenzuarbeiten; und Vorkehrungen zu treffen, um gesamtanglikanischen Gesprächen mit der römisch-katholischen Kirche, den orthodoxen Kirchen und anderen Kirchen zu führen.
6. Bei Fragen, die sich aus nationalen bzw. regionalen Verhandlungen über Kirchenunion ergaben, sowie zu den folgenden Beziehungen zu unierten Kirchen, zu beraten.
7. Zu Problemen, die der Kommunikation innerhalb der Anglikanischen Gemeinschaft betreffen, zu beraten, und Hilfe zu leisten bei der Verbreitung von anglikanischer und ökumenischer Information.
8. Die Bedürfnisse für weitere Beratungen, die entstehen könnten, vor Augen zu halten und, wo erforderlich, weitere Nachfragen und Forschung zu fördern.

## Wichtige Zusammenkünfte

### 2005

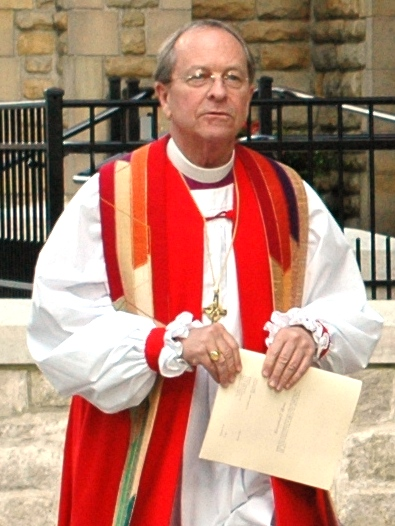
Die Bischofsweihe von Gene Robinson wurde bei der Zusammenkunft 2005 kontrovers diskutiert.

Die 13. Zusammenkunft des ACC beschäftigte sich mit der Kontroverse rund um die Haltung der Mitgliedskirchen zur Homosexualität und dabei insbesondere über die Frage der Zulässigkeit der Bischofsweihe für Lesben und Schwulen, die ihre sexuelle Orientierung nicht verheimlichen.  Die Mitglieder der US-Episkopalkirche wurden gebeten, freiwillig auf ihr Stimmrecht bei diesem Treffen zu verzichten, und kamen dieser Bitte bei diesem Zusammenkunft nach. Ein Antrag, nach dem den US-amerikanischen und kanadischen Kirchen die Mitgliedschaft entzogen werden sollte, fand keine Mehrheit. Ein Antrag, der den Sinn der Anglikanischen Gemeinschaft, homosexuelles Verhalten zu verurteilen, festhielt, wurde mit 30 gegen 28 Stimmen verabschiedet (ohne die Stimmen der US-Delegation).  Dieser Beschluss wiederholte die Haltung, die schon beim 2005 Zusammenkunft des Primates’ Meeting zum Ausdruck gekommen war, dass die Delegierten der Episcopal Church (USA) und die Anglican Church of Canada „freiwillig“ dem ACC fernbleiben sollten -- auch eine Beteiligung im „Standing Committee“ sowie im „Inter-Anglican Finance and Administration Committee“ sei bis zur nächsten Lambeth-Konferenz 2008 von der Mehrheit des Rumpf-ACC unerwünscht.  Den 2005er Zusammenkunft hatten die US-amerikanischen Delegierten nicht zuletzt deswegen beigewohnt, obwohl sie kein Stimmrecht hatten, weil die Tagesordnung des Treffens die Vorstellung eines Berichts dieser Delegierten vorgesehen hatte, welche theologische Erwägungen zur umstrittenen Bischofsweihe geführt hatten.

## Liste der Zusammenkünfte des ACC
- Limuru, Kenia (1971)
- Dublin (1973)
- Trinidad und Tobago (1976)
- London, Kanada (1979)
- Newcastle-upon-Tyne (1981)
- Badagry, Nigeria (1984)
- Singapur (1987)
- Wales (1990)
- Kapstadt (1993)
- Panama (1996)
- Dundee (1999)
- Hongkong (2002)
- Nottingham (2005)
- Kingston, Jamaika (2009)
- Auckland (2012)